# Кляйнзендельбах
Кляйнзендельбах (нім. Kleinsendelbach) — громада в Німеччині, розташована в землі Баварія. Підпорядковується адміністративному округу Верхня Франконія. Входить до складу району Форхгайм. Складова частина об'єднання громад Дорміц.
Площа — 7,50 км2. Населення становить 1471 ос. (станом на 31 грудня 2020).